# The Early Years 1965-1972
The Early Years 1965-1972 és una caixa recopilatòria que conté els primers treballs de la banda de rock anglesa Pink Floyd publicat l'11 de novembre de 2016. Va ser editat per Pink Floyd Records amb distribució a càrrec de Warner Music per al Regne Unit i Europa i Sony Music per a la resta del món.
La caixa inclou set volums més de 33 discos, incloent-hi CD, DVD, Blue-rays, discos de vinil, a més de records que inclouen fotos, pòsters i programes de gira. Conté primers senzills que no pertanyen a l'àlbum, més enregistraments d'estudi i en directe inèdits. Tot i que els volums 1-6 estan disponibles individualment des del 24 de març de 2017, el volum 7 - 1967-1972: Continu/ation, segueix sent exclusiu de la caixa. També es va publicar una recopilació de dos CD, The Early Years 1967–1972: Crea/ation .
A causa d'un error, també es va incloure una edició en CD de CD edition of Pink Floyd: Live at Pompeii a la caixa en lloc de la barreja del 2016 de Obscured by Clouds que es va col·locar dins de la coberta de cartró a l'últim moment. L'edició independent de 1972: Obfusc/ation conté tots dos CD com a estàndard.
El 2019, diversos discos Blu-ray del conjunt van començar a fallar a causa de defectes de fabricació. Warner Music i Pink Floyd van anunciar un programa de retirada l'1 d'octubre de 2019, que va durar fins a l'1 de gener de 2020.

## Continguts

### Volum 1:1965–1967: Cambridge St/ation
Llistat de cançons:
| Disc 1 (CD) – enregistraments d'estudi de 1965–1967 Enregistraments de 1965: 1. «Lucy Leave» – 2:57 2. «Double O Bo» – 2:57 3. «Remember Me» – 2:46 4. «Walk with Me Sydney» – 3:11 5. «Butterfly» – 3:00 6. «I'm a King Bee» – 3:13 Enregistraments de 1966–1967: 1. "Arnold Layne» – 2:57 2. «See Emily Play» – 2:55 3. «Apples and Oranges» – 3:05 4. «Candy and a Currant Bun» – 2:45 5. «Paintbox» – 3:48 6. «Matilda Mother" (alternate version) (2010 mix) – 4:01 7. «Jugband Blues" (2010 mix) – 3:01 8. «In the Beechwoods" (instrumental) (2010 mix) – 4:43 9. «Vegetable Man" (2010 mix) – 2:32 10. «Scream Thy Last Scream" (2010 mix) – 4:43 Tracks 1–6 were recorded as The Tea Set around Christmas 1964. Tracks 1–11 are mono. Tracks 12–16 are stereo. Tracks 1–6 saw a limited release in 2015, first time available on CD. Tracks 7–8 & 12 were previously released on An Introduction to Syd Barrett (2010). Tracks 13–16 are previously unreleased. | Disc 2 (CD) – Live in Stockholm and John Latham sessions Live in Stockholm 1967: 1. «Introduction» – 0:25 2. «Reaction in G» – 7:18 3. «Matilda Mother» – 5:34 4. «Pow R. Toc H.» – 11:56 5. «Scream Thy Last Scream» – 4:00 6. «Set the Controls for the Heart of the Sun» – 7:17 7. «See Emily Play» – 3:16 8. «Interstellar Overdrive» – 8:57 Live in Stockholm has barely audible vocals, rendering the performance almost completely instrumental. It was mastered for this release with the stereo channels out of phase and a silent gap mistakenly inserted. The original recording is ambient, so it is of lower fidelity than a typical live release. John Latham studio recordings 1967: 1. «John Latham Version 1» – 4:32 2. «John Latham Version 2» – 5:06 3. «John Latham Version 3» – 3:45 4. «John Latham Version 4» – 2:59 5. «John Latham Version 5» – 2:48 6. «John Latham Version 6» – 3:17 7. «John Latham Version 7» – 2:36 8. «John Latham Version 8» – 2:49 9. «John Latham Version 9» – 2:38 The John Latham recordings are of one long extended improvisational piece split across nine tracks, it is similar to that of the extended improvisation often played during the middle section of "Interstellar Overdrive". The piece was recorded as the soundtrack for Latham's 1962 film Speak. Tracks 1–8 recorded live 10 September 1967 at Gyllene Cirkeln, Stockholm, Sweden. Tracks 9–17 recorded at De Lane Lea Studios, London, 20 October 1967. |

Disc tres (DVD/Blu-ray)
- " Chapter 24 " (Syd Barrett, Live, Cambridgeshire, 1966) / (En viu als EMI Studios, Londres, 1967) – 3:40
- "Enregistrament d'Interstellar Overdrive i Nick's Boogie" (Londres, 1967) - 6:36
- " Interstellar Overdrive : Scene - Underground" (Londres, 1967) - 4:15
- " Arnold Layne : vídeo promocional" (Wittering Beach, 1967) - 2:54
- " Pow R. Toc H. / Astronomy Domine : més entrevista a Syd Barrett i Roger Waters: BBC The Look Of The Week" (BBC Studios, Londres, 1967) - 9:22
- " The Scarecrow " (Pathé Pictorial, Regne Unit, 1967) – 2:05
- " Jugband Blues : Vídeo promocional de London Line" (Londres, 1967) - 2:58
- "Apples & Oranges: plus Dick Clark " (En directe, Los Angeles, 1967) - 4:51
- "Instrumental Improvisation" (BBC Tomorrow's World, Londres, 1967) - 2:11
- "Instrumental Improvisation" (En viu, Londres, 1967) – 4:32
- "Veure Emily Play: BBC Top Of The Pops" (BBC Studios restaurats parcialment, Londres, 1967) - 2:55
- "The Scarecrow (outtakes)" (Pathé Pictorial, Regne Unit, 1967) - 2:07
- " Interstellar Overdrive " (en directe, Londres, 1967) – 9:33

Crèdits:
| The Tea Set (The 1965 recordings): - Syd Barrett – veu principal, guitarres - Bob Klose – guitarres - Nick Mason – bateria, percussió - Roger Waters – baix, veus secundàries, veu principal en la transició de "Walk With Me Sydney" - Richard Wright – teclats amb: - Juliette Gale – veu a "Walk with Me Sydney" Producció: - David Gilmour – supervisió de les mescles de 2010. | Pink Floyd (1966 en endavant): - Syd Barrett – veu principal, guitarres - Nick Mason – bateria, percussió, veu principal a "Scream Thy Last Scream" - Roger Waters – baix, veus, veu principal a "Set the Controls for the Heart of the Sun" - Richard Wright – teclats, veus, veu principal a "Matilda Mother" i "Paintbox" |

### Volum 2:1968: Germin/ation
Llistat de cançons:
| Disc 1 (CD) – enregistraments d'estudi de 1968; BBC Sessions from 1968 Tracks taken from the "Point Me at the Sky" and "It Would Be So Nice" 7-inch singles: 1. «Point Me at the Sky» – 3:40 2. «It Would Be So Nice» – 3:46 3. «Julia Dream» – 2:34 4. «Careful with That Axe, Eugene» – 5:46 Capitol Studios, Los Angeles, 22 August 1968: 1. «Song 1» – 3:18 2. «Roger's Boogie» – 4:35 BBC Radio Session, 25 June 1968 1. «Murderotic Woman (Careful with That Axe, Eugene)» – 3:38 2. «The Massed Gadgets of Hercules (A Saucerful of Secrets)» – 7:18 3. «Let There Be More Light» – 4:32 4. «Julia Dream» – 2:50 BBC Radio Session, 2 December 1968 1. «Point Me at the Sky» – 4:25 2. «Embryo» – 3:13 3. «Interstellar Overdrive» – 9:37 Tracks 5–13 previously unreleased. Disc 2 (DVD / Blu-ray) - ‘Tienerklanken’, Brussels, Belgium, 19 February 1968 1. «Astronomy Domine» – 4:16 2. «The Scarecrow» – 2:03 3. «Corporal Clegg» – 2:56 4. «Paintbox» – 3:42 5. «Set the Controls for the Heart of the Sun» – 5:02 6. «See Emily Play» – 2:47 7. «Bike» – 1:49 - 'Vibrato', Brussels, Belgium, February 1968 1. «Apples and Oranges» – 3:03 | - 'Bouton Rouge', Paris, France, 20 February 1968 1. «Astronomy Domine» – 2:45 2. «Flaming» – 2:43 3. «Set the Controls for the Heart of the Sun» – 4:31 4. «Let There Be More Light» – 3:45 - 'Discorama', Paris, France, 21 February 1968 1. «Paintbox» – 3:40 - 'The Sound of Change', London, UK, 26 March 1968 1. «Instrumental Improvisation» – 2:15 - 'All My Loving, London, UK, 28 March 1968 1. «Set the Controls for the Heart of the Sun» – 2:40 - 'Release-Rome Goes Pop', Rome, Italy, April 1968 1. «It Would Be So Nice (excerpt)» – 1:21 - 'Pop 68', Rome, Italy, 6 May 1968 1. «Interstellar Overdrive» – 6:59 - 'Tienerklanken – Kastival', Kasterlee, Belgium, 31 August 1968 1. «Astronomy Domine» – 3:26 2. «Roger Waters interview» – 0:22 - 'Samedi et Compagnie', Paris, France, 6 September 1968 1. «Let There Be More Light – 3:11 2. «Remember a Day» – 2:42 - 'A L'Affiche du Monde', London, UK, 1968 1. «Let There Be More Light» – 1:53 - 'Tous en Scène', Paris, France, 31 October 1968 1. «Let There Be More Light» – 3:44 2. «Flaming» – 3:03 - 'Surprise Partie', Paris, France, 1 November 1968 1. «Let There Be More Light» – 6:35 - Restored promo video, UK, 1968 1. «Point Me at the Sky» – 3:19 |

Crèdits:
- Syd Barrett - guitarres, veu principal (apareix només a l'àudio de Tienerklanken', Brussel·les, Bèlgica, 18-19 de febrer de 1968, ja que la banda està imitant les cançons originals)
- David Gilmour - guitarres, veu principal
- Nick Mason - bateria, percussió, veu principal a "Caporal Clegg"
- Roger Waters - baix, veu principal a "Set the Controls for the Heart of the Sun" i "Roger's Boogie"
- Richard Wright: teclats, cors, veu principal a "It Would Be So Nice", "Paintbox", "Let There Be More Light" i "Remember a Day"

amb:
- John Peel – DJ per a les sessions de la BBC

### Volum 3:1969: Dramatis/ation
Llistat de cançons:
| Disc 1 (CD) – More non-album tracks, BBC sessions and live in Amsterdam More non-album tracks: 1. «Hollywood" (non-album track) – 1:21 2. «Theme" (beat version) (alternative version) – 5:38 3. «More Blues" (alternative version) – 3:49 (despite being named "alternative version", it is actually an extended version of the track which appears on the album, More.) 4. «Seabirds" (non-album track) – 4:20 (despite being named "Seabirds", this is not the song "Seabirds" which appears in the film but is actually an alternative form of "Quicksilver" from the More album.) Other tracks: 1. «Embryo» – 4:43 BBC Radio Session, 12 May 1969: 1. «Grantchester Meadows» – 3:46 2. «Cymbaline» – 3:38 3. «The Narrow Way» – 4:48 4. «Green Is the Colour» – 3:21 5. «Careful with That Axe, Eugene» – 3:26 Live at the Paradiso, Amsterdam, 9 August 1969: 1. «Interstellar Overdrive» – 4:20 2. «Set the Controls for the Heart of the Sun» – 12:25 3. «Careful with That Axe, Eugene» – 10:09 4. «A Saucerful of Secrets» – 13:03 Tracks 1–4; 6–14 previously unreleased. Track 5 previously released on the Harvest Records sampler LP, Picnic – A Breath of Fresh Air (1970) and on the compilation album, Works (1983). | Disc 2 (CD) – The Man and The Journey live Amsterdam, 17 September 1969 Part 1, The Man: 1. «Daybreak" ("Grantchester Meadows") – 8:14 2. «Work» – 4:12 3. «Afternoon" ("Biding My Time") – 6:39 4. «Doing It» – 3:54 5. «Sleeping» – 4:38 6. «Nightmare" ("Cymbaline") – 9:15 7. «Labyrinth» – 1:10 Part 2, The Journey: 1. «The Beginning" ("Green Is the Colour") – 3:25 2. «Beset by Creatures of the Deep" ("Careful with That Axe, Eugene") – 6:27 3. «The Narrow Way, Part 3» – 5:11 4. «The Pink Jungle" ("Pow R. Toc H.") – 4:56 5. «The Labyrinths of Auximines» – 3:20 6. «Footsteps" / "Doors» – 3:12 7. «Behold the Temple of Light» – 5:32 8. «The End of the Beginning (A Saucerful of Secrets)» – 6:31 Tracks 1–15 previously unreleased. |

Disc tres (DVD/Blu-ray)
- Forum Musiques, París, França, 22 de gener de 1969

1. "Set the Controls for the Heart of the Sun" - 6:31
2. Entrevista a David Gilmour (en francès) – 1:18
3. "A Saucerful of Secrets" - 12:03

- The Man and The Journey : Royal Festival Hall, Londres, assaig, 14 d'abril de 1969

1. "Afternoon" ("Buding My Time") - 4:22
2. "The Beginning" ("Green Is the Colour") – 2:55
3. "Cymbaline" - 2:59
4. "Beset by Creatures of the Deep" ("Careful with That Axe, Eugene") - 0:50
5. "The End of the Beginning" ("A Saucerful of Secrets") - 3:06

- Essencer Pop & Blues Festival, Essen, Alemanya, 11 d'octubre de 1969

1. "Careful with That Axe, Eugene" - 6:19
2. "A Saucerful of Secrets" - 14:22

- Music Power & European Music Revolution, Festival Actuel Amougies Mont de L'Enclus, Bèlgica, 25 d'octubre de 1969

1. "Green Is the Colour" - 4:36
2. "Careful with That Axe, Eugene" - 10:07
3. "Set the Controls for the Heart of the Sun" - 11:54
4. "Interstellar Overdrive" (amb Frank Zappa) - 11:26

Crèdits: Pink Floyd
- David Gilmour - veu principal, guitarres
- Nick Mason – bateria, percussió
- Roger Waters - baix, veu principal a "Afternoon", "Set the Controls for the Heart of the Sun" i "Grantchester Meadows", guitarra espanyola a "Grantchester Meadows"
- Richard Wright - teclats, cors, trombó a "Afternoon"

amb
- Frank Zappa - guitarra a "Interstellar Overdrive"

### Volum 4:1970: Devi/ation
Llistat de cançons:
| Disc 1 (CD) 1. "Atom Heart Mother" (Live at the Casino de Montreux, 21 November 1970) – 17:58 BBC Radio Session, 16 July 1970: 1. "Embryo» – 10:13 2. "Fat Old Sun» – 5:52 3. "Green Is the Colour» – 3:27 4. "Careful with That Axe, Eugene» – 8:25 5. "If» – 5:47 6. "Atom Heart Mother" (with choir, cello & brass ensemble) – 25:30 Tracks 1–7 previously unreleased. Disc 2 (CD) Previously unreleased tracks from the Zabriskie Point soundtrack recordings: 1. "On the Highway» – 1:16 2. "Auto Scene, Version 2» – 1:13 3. "Auto Scene, Version 3» – 1:31 4. "Aeroplane» – 2:18 5. "Explosion" ("Careful With That Axe, Eugene") – 5:47 6. "The Riot Scene» – 1:40 7. "Looking at Map» – 1:57 8. "Love Scene, Version 7» – 5:03 9. "Love Scene, Version 1» – 3:26 10. "Take Off» – 1:20 11. "Take Off, Version 2» – 1:12 12. "Love Scene, Version 2» – 1:56 13. "Love Scene (Take 1)» – 2:16 14. "Unknown Song (Take 1)» – 5:56 15. "Love Scene (Take 2)» – 6:40 16. "Crumbling Land (Take 1)» – 4:09 Other tracks: 1. "Atom Heart Mother" (Early studio version, band only) – 19:24 Tracks 1–17 previously unreleased. Disc 3 (DVD) - An Hour with Pink Floyd: KQED, San Francisco, USA, 30 April 1970: 1. "Atom Heart Mother» – 17:37 2. "Cymbaline» – 8:38 3. "Grantchester Meadows» – 7:37 4. "Green Is the Colour» – 3:31 5. "Careful with That Axe, Eugene» – 9:09 6. "Set the Controls for the Heart of the Sun» – 12:37 Audio only: - Atom Heart Mother album original 4.0 Quad mix 1970: 1. "Atom Heart Mother» – 23:42 2. "If» – 4:31 3. "Summer '68» – 5:29 4. "Fat Old Sun» – 5:24 5. "Alan's Psychedelic Breakfast» – 13:01 | Disc 4 (DVD) - Pop Deux Festival de St. Tropez’, France, August 1970: 1. "Cymbaline" (sound check) – 3:54 2. "Atom Heart Mother» – 13:46 3. "Embryo» – 11.23 4. "Green is the Colour" / "Careful with That Axe, Eugene» – 12:21 5. "Set the Controls for the Heart of the Sun» – 12:07 - Roland Petit Ballet, Paris, France, 5 December 1970: 1. "Instrumental Improvisations 1, 2, 3» – 3:28 2. "Embryo» – 2:39 - Blackhill’s Garden Party, Hyde Park, London, UK, 18 July 1970: 1. "Atom Heart Mother" (with the Philip Jones Brass Ensemble/John Alldis Choir) – 21:15 Disc Five (Blu-Ray) - An Hour with Pink Floyd: KQED, San Francisco, USA, 30 April 1970: 1. "Atom Heart Mother» – 17:37 2. "Cymbaline» – 8:38 3. "Grantchester Meadows» – 7:37 4. "Green Is the Colour» – 3:31 5. "Careful with That Axe, Eugene» – 9:09 6. "Set the Controls for the Heart of the Sun» – 12:37 - Pop Deux Festival de St. Tropez’, France, 8 August 1970: 1. "Cymbaline" (sound check) – 3:54 2. "Atom Heart Mother» – 13:46 3. "Embryo» – 11:23 4. "Green is the Colour" / "Careful with That Axe, Eugene» – 12:21 5. "Set the Controls for the Heart of the Sun» – 12:07 - Roland Petit Ballet, Paris, France, 5 December 1970: 1. "Instrumental Improvisations 1, 2, 3» – 3:28 2. "Embryo» – 2:39 - Blackhill’s Garden Party, Hyde Park, London, UK, 18 July 1970: 1. "Atom Heart Mother" (with the Philip Jones Brass Ensemble/John Alldis Choir) – 21:15 (Black and white video. Less than optimum video and audio quality. Included for its historic value.) Audio only: - Atom Heart Mother album original 4.0 Quad mix 1970: 1. "Atom Heart Mother» – 23:42 2. "If» – 4:31 3. "Summer '68» – 5:29 4. "Fat Old Sun» – 5:24 5. "Alan's Psychedelic Breakfast» – 13:01 After the release of The Early Years 1965–1972 footage was found of the band performing "Astronomy Domine" at KQED, but its discovery came too late for inclusion in the box. KQED were subsequently granted permission to publish the footage of "Astronomy Domine" |

Crèdits:
- David Gilmour - guitarres, veu principal
- Nick Mason – bateria, percussió
- Roger Waters - baix, veu principal a "Set the Controls for the Heart of the Sun", "If" i "Grantchester Meadows"
- Richard Wright: teclats, clavicèmbal, cors, veu principal a "Summer '68", "Crumbling Land" (amb Gilmour) i "Embryo" (amb Gilmour)

amb:
- EMI Pops Orchestra: seccions de metall i orquestra
- Hafliði Hallgrímsson – violoncel
- John Alldis Choir - veu
- John Peel – DJ durant la sessió de la BBC Radio
- Alan Styles: efectes de veu i so a "Alan's Psychedelic Breakfast"

### Volum 5:1971: Reverber/ation
Llistat de cançons:
| Disc 1 (CD) 1. "Nothing, Part 14" ("Echoes" work in progress) – 7:01 (This is one of 24 demos known as "Nothing parts 1-24"; not all of which were used for the final song.) BBC Radio Session, 30 September 1971: 1. «Fat Old Sun» – 15:33 2. «One of These Days» – 7:19 3. «Embryo» – 10:43 4. «Echoes» – 26:25 | Disc 2 (DVD/Blu-Ray) - ‘Aspekte’ feature – 9:51 1. «Interview + Atom Heart Mother (extracts)" Hamburg, Germany, 25 February 1971 Brass & Choir conducted by Geoffrey Mitchell 2. "A Saucerful of Secrets (extract)" Offenbach, Germany, 26 February 1971 - Cinq Grands Sur La Deux’, Abbaye de Royaumont, Asnierès-sur-Oise, France,15 June 1971 – 17.55 1. "Set the Controls for the Heart of the Sun" 2. "Cymbaline" - ‘Musikforum Ossiachersee’, Ossiach, Austria,1 July 1971 1. "Atom Heart Mother (extract)" Brass & Choir conducted by Jeffrey Mitchel – 3.12 - ‘Get to Know’ Randwick Race Course, Sydney, Australia, 15 August 1971 – 6.23 1. "Careful with That Axe, Eugene" 2. Band interview - '24 hours – Bootleg Records’, London, UK, 1971 1. Documentary including Pink Floyd and manager Steve O’Rourke – 2.27 - ‘Review’, London, UK, 1971 1. Storm Thorgerson & Aubrey ‘Po’ Powell interviewed re: record cover design – 3.37 - Ian Emes animation created July 1972, Birmingham, UK 1. "One of These Days (‘French Windows’)» – 4.17 - ‘Musikforum Ossiachersee’, Ossiach, Austria, 1 July 1971 1. "Atom Heart Mother" (extract, in colour): – 5.10 - ’71 Hakone Aphrodite Open Air Festival, Hakone, Japan, 6–7 August 1971 1. "Atom Heart Mother» – 15.11 Audio only: 1. "Echoes" original 4.0 Quad mix 1971 – 23.35 |

Crèdits:
- David Gilmour - guitarres, veu principal, baix a "One of These Days (French Windows)"
- Nick Mason – bateria, percussió
- Roger Waters - baix
- Richard Wright - teclats, cors, veu principal a "Embryo" (amb Gilmour) i "Echoes" (amb Gilmour)

amb:
- John Peel – DJ per a la BBC Session

### Volum 6:1972: Obfusc/ation
Llistat de cançons:
| Disc 1 (CD) Obscured by Clouds 2016 mix 1. "Obscured by Clouds» – 3:03 2. "When You're In» – 2:31 3. "Burning Bridges» – 3:30 4. "The Gold It's in the...» – 3:07 5. "Wot's... Uh the Deal?» – 5:09 6. "Mudmen» – 4:18 7. "Childhood's End» – 4:33 8. "Free Four» – 4:16 9. "Stay» – 4:06 10. "Absolutely Curtains» – 5:52 This CD was accidentally replaced by the Live at Pompeii stereo CD before shipping. This disc actually comes packaged outside the set in a separate white slipcase, on the reverse of which it says "Replacement CD disc for Obfusc/ation […] (Stereo 2016 mix of Pink Floyd 'Live at Pompeii' CD supplied in error)" The standalone edition of this volume, however, contains Live at Pompeii as CD2 of the set. | Disc 2 (DVD/Blu-Ray) - Enregistrament d'Obscured by Clouds, Château d’Hérouville, França, 23-29 febrer 1972 1. "Wot’s...Uh the Deal?": amb una sessió de fotos de l'enregistrament – 5:04 2. "Pop Deux": documentary – recording Obscured by Clouds + David Gilmour and Roger Waters interview – 7:14 - Brighton Dome, UK, 29 June 1972 – 16:44 1. "Set the Controls for the Heart of the Sun" 2. "Careful with That Axe, Eugene" - Roland Petit Pink Floyd Ballet, France, news reports 1972–73 1. "Actualités Méditerranée", Marseille, 22 November 1972 – 3:29 2. "JT Nuit – Les Pink Floyd", Marseille, 26 November 1972 – 3:04 3. "JT 20h – Pink Floyd", Paris, 12 January 1973 – 3:01 4. "Journal de Paris – Les Pink Floyd", Paris, 12 January 1973 – 5:03 - Concert set up news report – France, 29 November 1972 1. Poitiers – Autour du passage des Pink Floyd – 4:27 - Pink Floyd: Live at Pompeii (2016 5.1 audio mix) 1. "Careful with That Axe, Eugene» – 6:40 2. "A Saucerful of Secrets» – 10:09 3. "One of These Days» – 5:58 4. "Set the Controls for the Heart of the Sun» – 10:24 5. "Echoes» – 26:10 This version of Live at Pompeii is notable for excluding "Mademoiselle Nobs", an instrumental version of the song "Seamus" found on the original film and the 2003 DVD, and for bridging "Echoes" which was originally performed in two parts for the film. |

Crèdits:
- David Gilmour - guitarres, veu principal
- Nick Mason - bateria, percussió, frase vocal a "One of These Days"
- Roger Waters: baix, veu principal a "Free Four" i "Set the Controls...", platins a "A Saucerful of Secrets", gong a "A Saucerful..." i "Set the Controls". . ."
- Richard Wright - teclats, veu principal a "Echoes" (amb Gilmour), "Burning Bridges" (amb Gilmour) i "Stay"

### Volum 7:1967–1972: Continu/ation
Aquest volum, a diferència dels volums 1–6, és exclusiu de la caixa i encara no està disponible per separat com a edició independent. Aquest volum destaca per contenir tres llargmetratges: The Committee, More i La Vallée i, malgrat el subtítol del volum, un enregistrament en directe de "Echoes" de 1974.
Llistat de cançons:
| Disc 1 (CD) BBC Radio Session, 25 September 1967: 1. "Flaming"‡ – 2:42 2. "The Scarecrow"‡ – 1:59 3. "The Gnome"‡ – 2:08 4. "Matilda Mother"‡ – 3:20 5. "Reaction in G"‡ – 0:34 6. "Set the Controls for the Heart of the Sun"‡ – 3:19 BBC Radio Session, 20 December 1967: 1. "Scream Thy Last Scream"‡ – 3:35 2. "Vegetable Man"‡ – 3:07 3. "Pow R. Toc H."‡ – 2:45 4. "Jugband Blues"‡ – 3:50 Other tracks: 1. "Baby Blue Shuffle in D Major" (BBC Radio Session, 2 December 1968) – 3:58 2. "Blues" (BBC Radio Session, 2 December 1968) – 4:59 3. "US Radio advertisement for Ummagumma» – 0:22 4. "Music from The Committee No. 1» – 1:06 5. "Music from The Committee No. 2» – 3:25 6. "Moonhead" (live on BBC TV moon landing broadcast 1969) – 7:16 7. "Echoes" (Live at Wembley 1974) – 24:10 | Disc 2 (DVD/Blu-Ray) 1. Spare 2 seconds chapter - Hampstead Heath and St. Michael’s Church, Highgate, London, UK, March 1967 1. "Arnold Layne (Alternative version)"‡ – 2:56 - "P1–P wie Petersilie" Stuttgart, Germany, 22 July 1969 – 16:52 1. "Corporal Clegg" 2. Band interview 3. "A Saucerful of Secrets" - ‘Bath Festival of Blues & Progressive Music’, Shepton Mallet, UK, 27 June 1970 1. "Atom Heart Mother» – 3:46 - "Kralingen Music Festival" Rotterdam, The Netherlands, 28 June 1970 – 10:16 1. "Set the Controls for the Heart of the Sun" 2. "A Saucerful of Secrets" - "The Amsterdam Rock Circus" Amsterdam, The Netherlands, 22 May 1972 – 35:41 1. "Atom Heart Mother" 2. "Careful with That Axe, Eugene" 3. "A Saucerful of Secrets" - The Committee (feature film) – 55:18 Disc 3 (DVD/Blu-Ray) - More (feature film) – 1:56:00 - La Vallée (feature film)– 1:45:00 |

Crèdits: Pink Floyd
- Syd Barrett - guitarres, veu (només ‡)
- David Gilmour - guitarres, veu (excepte ‡ i pista 13)
- Nick Mason - bateria, percussió, veu a «Scream Thy Last Scream» (excepte la pista 13)
- Roger Waters: baix, veu (excepte la pista 13)
- Richard Wright - teclats, veu (excepte la pista 13)

amb
- Dick Parry - saxòfon a «Echoes»
- Venetta Fields - cors a «Echoes»
- Carlena Williams - cors a «Echoes»

### Bonus CD:Live at Pompeii
El 5 de novembre de 2016, Pink Floyd va anunciar, a través de la seva pàgina oficial de Facebook, que ara s'inclouria un CD addicional al conjunt: Live at Pompeii. L'actuació de Pompeia mai s'havia estrenat oficialment en CD abans. El CD Live at Pompeii es va incloure accidentalment al conjunt de 1972: Obfusc/ation en lloc de la barreja de 2016 de l'àlbum Obscured by Clouds . Per tant, el CD Obscured by Clouds del 2016 es va incloure per separat en una funda blanca; a la part davantera del qual hi ha escrit "Obscured by Clouds 2016 remix " i al revers: " Disc CD de substitució per a Obfusc/ation [. . . ] (Mescla estèreo 2016 del CD "Live at Pompeii" de Pink Floyd subministrat per error) ". Fins ara, Warner Music s'ha negat a proporcionar discos de substitució on no s'incloguessin còpies de Obscured by Clouds a la caixa dels clients (tots els problemes de Sony Music tenien els CD de substitució). Quan el 1972: Obfusc/ation es va llançar com a conjunt autònom el març de 2017, el CD Live at Pompeii es va incloure com a disc 2 del conjunt. La llista de cançons de CD de Live at Pompeii és la següent:
1. «Careful with That Axe, Eugene» - 6:45
2. «Set the Controls for the Heart of the Sun» - 10:35
3. «One of These Days» - 5:50
4. «A Saucerful of Secrets» - 12:49
5. «Echoes» - 24:56
6. «Careful with That Axe, Eugene» (versió alternativa) - 6:06

### Rèplica de senzills en vinil
| Arnold Layne 1. «Arnold Layne» 2. «Candy and a Currant Bun» Point Me at the Sky 1. «Point Me at the Sky» 2. «Careful With That Axe, Eugene» It Would Be So Nice 1. «It Would Be So Nice» 2. «Julia Dream» | See Emily Play 1. «See Emily Play" 2. «The Scarecrow" Apples and Oranges 1. «Apples and Oranges" 2. «Paintbox" |

## The Early Years 1967–1972: Cre/ation
The Early Years 1967–1972: Crea/ation és una recopilació de 2 discs destacats de la caixa The Early Years 1965–1972 que es va publicar l'11 de novembre de 2016.

### Llistat de cançons
Disc 1
1. " Arnold Layne " - 2:57
2. " See Emily Play » – 2:55
3. " Matilda Mother " (versió alternativa, mescla del 2010) – 3:58
4. " Jugband Blues " (mescla de 2010) – 3:02
5. " Paintbox » – 3:47
6. " Flaming " (sessió de BBC Radio, 25 de setembre de 1967) - 2:42
7. "In the Beechwoods" (mescla de 2010) - 4:43
8. «Point Me at the Sky» - 3:41
9. " Careful with That Axe, Eugene " - 5:48
10. " Embryo " (del sampler de Harvest Records Picnic) - 4:42
11. Anunci de la ràdio dels EUA per a Ummagumma - 0:22
12. " Grantchester Meadows " (sessió de BBC Radio, 12 de maig de 1969) - 3:46
13. " Cymbaline " (sessió de BBC Radio, 12 de maig de 1969) - 3:39
14. " Interstellar Overdrive " (en directe al Paradiso, Amsterdam, 9 d'agost de 1969) - 4:24
15. " Green Is the Color " (sessió de BBC Radio, 12 de maig de 1969) - 3:21
16. "Careful with That Axe, Eugene" (sessió de BBC Radio, 12 de maig de 1969) - 3:28

Disc dos
1. «On the Highway» (sessions de Zabriskie Point) - 1:17
2. «Auto Scene Version 2» (sessions Zabriskie Point) - 1:13
3. «The Riot Scene» (sessions de Zabriskie Point) - 1:40
4. «Looking at Map» (sessions de Zabriskie Point) - 1:56
5. «Take Off» (sessions de Zabriskie Point) - 1:19
6. "Embryo» (sessió de BBC Radio, 16 de juliol de 1970) - 10:13
7. «Atom Heart Mother» (En directe al Casino de Montreux, 21 de novembre de 1970) – 18:01
8. «Nothing, Part 14» (" Echoes» treball en curs) - 7:01
9. «Childhood's End» (mescla de 2016) – 4:33
10. «Free Four»(mescla de 2016) - 4:16
11. «Stay»(mix del 2016) – 4:08

- Al disc 1, les pistes 1–5 i 7 estan preses de 1965–1967: Cambridge St/ation .
- Al disc 1, les pistes 6 i 11 estan preses entre 1967 i 1972: Continuació .
- Al disc 1, les pistes 8–9 són del 1968: Germin/ation .
- Al disc 1, les pistes 10 i 12–16 estan extretes del 1969: Dramatis/ation .
- Al disc 2, les pistes 1–7 són de 1970: Devi/ation .
- Al disc 2, la pista 8 és del 1971: Reverber/ation .
- Al disc 2, les pistes 9-11 estan extretes de 1972: Obfusc/ation .

### Crèdits
- Syd Barrett - veu, guitarres (només disc 1, pistes 1–7)
- David Gilmour - veu, guitarres (excepte disc 1, pistes 1–7, 11)
- Nick Mason - bateria, percussió (excepte disc 1, pista 11)
- Roger Waters : veu, baix (excepte disc 1, pistes 11–12), guitarra acústica (només disc 1, pista 12)
- Richard Wright - veu, teclats (excepte disc 1, pista 11)

### Llistes i certificacions
| Llista (2016)                            | Posició màxima |
| ---------------------------------------- | -------------- |
| Austràlia àlbums (ARIA)                  | 47             |
| Àustria àlbums (Ö3 Austria)              | 29             |
| Bèlgica àlbums (Ultratop Flanders)       | 21             |
| Bèlgica àlbums (Ultratop Wallonia)       | 20             |
| Canadà gràfic d'àlbums (Billboard)       | 38             |
| Txèquia àlbums (ČNS IFPI)                | 27             |
| Països Baixos àlbums (Album Top 100)     | 22             |
| França àlbums (SNEP)                     | 21             |
| Alemanya àlbums (Offizielle Top 100)     | 20             |
| Hongria àlbums (MAHASZ)                  | 39             |
| Irlanda àlbums (IRMA)                    | 67             |
| Itàlia àlbums (FIMI)                     | 13             |
| New Zealand Heatseekers Albums (RMNZ)    | 3              |
| Polònia àlbums (ZPAV)                    | 35             |
| Portugal àlbums (AFP)                    | 11             |
| Escòcia (OCC)                            | 15             |
| Spanish Albums (PROMUSICAE)              | 58             |
| Suïssa àlbums (Schweizer Hitparade)      | 24             |
| UK Albums (OCC)                          | 19             |
| Estats Units Billboard 200               | 103            |
| Estats Units Top Rock Albums (Billboard) | 13             |

| Chart (2016)                       | Position |
| ---------------------------------- | -------- |
| Belgian Albums (Ultratop Wallonia) | 174      |

## Crèdits
- Aubrey Powell de Hipgnosis – director creatiu.
- Lana Topham: comissària, productora i arxiva de les pel·lícules The Early Years .
- Pentagrama : disseny de paquets.
- John Whiteley - Disseny de paper psicodèlic dels anys 60.
- Peter Curzon de StormStudios : curació i disseny de records fotogràfics, assistit per Lee Baker; il·lustració per a vinils de 7 polzades.
- Glenn Povey: records addicionals.
- Tracey Kraft de Pink Floyd Archive - fotografies fixes.
- Andy Jackson de Tube Mastering: CD de masterització d'àudio i vinil de 7 polzades.
- Ray Staff of Air Studios : masterització d'àudio en vinils de 7 polzades.
- Peter Sykes - El director del Comitè .
- Barbet Schroeder – Director de More i La Vallée .

## Recepció
The Early Years 1965–1972 té una puntuació de 97 sobre 100 a Metacritic basada en 8 ressenyes, cosa que indica "aclamació universal". Stephen Thomas Erlewine, d' Allmusic, ho va anomenar "un retrat profund i de diversos nivells dels anys en què Pink Floyd estava buscant la seva veu". Va elogiar els temes " Vegetable Man ", "In the Beechwoods", la col·laboració de la banda amb John Latham, les bandes sonores que van gravar per a The Committee i Zabriskie Point, i "Moonhead". "Com que gran part d'aquesta música és crua, alternativament en directe, inacabada i improvisada, el quadre subratlla com els Pink Floyd van ser una banda underground fins a Dark Side ", conclou. "Dècades després, aquests enregistraments encara se senten il·limitats: es tractava de música feta sense un objectiu al cap i el viatge continua sent emocionant".
Easlea, de Record Collector, va descriure la caixa com "l'equivalent sonor de la lectura de fons i notes a peu de pàgina extenses per al seu notable conjunt de treballs gravats". Ell descriu el material més antic de la banda de 1965 com "mostrant la fabulosa banda de ritme que eren inicialment. Un somriure ràpid no és una cosa que associeu amb els Floyd, però aquestes cinc cançons primerenques de 1965 són molt divertides". També va elogiar el concert de John Peel de 1971 com "un autèntic plaer, amb un Fat Old Sun de 14 minuts de durada que mostra la seva força improvisadora. Una captura llarga d'Embrió demostra la seva grandesa glacial en la seva màxima esplendor". També destaca "la sessió de la BBC del 20 de desembre de 1967, just un mes abans de la marxa de Barrett" com "una revelació".
Pitchfork va ser guardonat amb la caixa com a "Millor reedició nova de la setmana". Jesse Jarnow va escriure que "al llarg dels períodes de carrera, els set anys dels primers anys de Pink Floyd no coincideixen exactament amb altres èpoques intenses de la creativitat del rock clàssic, com Bob Dylan del 1961 al 1968 o els Beatles del 1962 al 1969 [. ..] aquest conjunt il·lustra alguna cosa tant sobre el propi camí de Pink Floyd com sobre les recompenses de la resiliència". Escriu que "en l'era moderna dels jocs de caixa de neteja de volta de grans dimensions i protecció dels drets d'autor, hi ha alguna cosa rotundament humà a The Early Years, que només fa que els èxits siguin més extraordinaris".
Alexis Petridis, de The Guardian, va descriure la recopilació com un "document exhaustiu" conté "algunes mirades temptadores dels diferents camins que podrien haver pres". Va elogiar part del material (observant, per exemple, la influència que tenien les seves "repeticions cícliques i hipnòtiques i l'atmosfera estranya i molt poc semblant al rock" d'improvisacions primerenques com " Set the Controls for the Heart of the Sun " que van tenir en el "naixent". " krautrock, així com el seu paper en el desenvolupament del rock espacial), però va criticar la superfluència d'alguns d'ells (assenyalant que la caixa conté "15 versions de Careful With That Axe, Eugene " i escrivint, "hi arriba un punt on sospiteu que fins i tot el fan més ardent de Set the Controls for the Heart of the Sun […] emetrà un sospir bastant cansat quan la seva línia de baix de tres notes arrenqui per enèsima vegada".)

### Elogis
| Publicació    | País   | Elogi                                                                                      | Classificació |
| ------------- | ------ | ------------------------------------------------------------------------------------------ | ------------- |
| Medium        | US     | Les 100 millors (més o menys) reedicions del 2016                                          | 1             |
| Paste         | US     | Els 10 millors cofres del 2016                                                             | 7             |
| Rolling Stone | US     | Les 10 millors reedicions del 2016                                                         | 1             |
| Uncut         | UK     | Els millors àlbums de reedició del 2016: The Uncut Top 30                                  | 26            |
| Allmusic      | US     | Reedicions i recopilacions preferides                                                      | -             |
| Toronto Sun   | Canadà | Els conjunts de caixes de música més essencials del 2016: Pink Floyd, Dylan, Led Zep i més | 1             |
| Metacritic    | US     | Reedicions, caixes i recopilacions més ben revisades del 2016                              | 1             |